# Cajun Classic Open Invitational
O Cajun Classic Open Invitational foi um torneio masculino de golfe no PGA Tour, disputado geralmente no final de novembro na década de 1950 e de 1960 no Oakbourne Country Club em Lafayette, Louisiana, Estados Unidos. Foi disputado pela primeira vez em 1958 sob o nome Lafayette Open Invitational. Por muitos anos era o último torneio no calendário oficial do PGA Tour e atraiu jogadores lutando pela posição na lista de dinheiro.
John Barnum, o único jogador de golfe da história do PGA Tour a conquistar sua primeira vitória após 50 anos, vence este torneio em 1962, aos 51 anos. Barnum também foi o primeiro jogador a vencer no Tour usando um puttler Ping.

## Campeões
Cajun Classic Open Invitational
- 1968 Ron Cerrudo, 270 (–18)
- 1967 Marty Fleckman, 275 (–13), vence Jack Montgomery no playoff
- 1966 Jacky Cupit, 271 (–17), vence Chi Chi Rodríguez no playoff
- 1965 Babe Hiskey, 275 (–13), vence Dudley Wysong no playoff
- 1964 Miller Barber, 277 (–7)
- 1963 Rex Baxter, 275 (–9)
- 1962 John Barnum, 270 (–14)
- 1961 Doug Sanders, 270 (–14)
- 1960 Lionel Hebert, 272 (–12)

Lafayette Open Invitational
- 1959 Billy Casper
- 1958 Jay Hebert